# Fin de curso
Fin de curso és una pel·lícula d'Espanya de comèdia juvenil sense pretensions, dirigida per Miguel Martí en 2005 i protagonitzada per Jordi Vilches, Yohana Cobo, Aida Folch i Álvaro Monje a l'estil de la pel·lícula estatunidenca American Pie.

## Sinopsi
El final de curs s'acosta i al Liceu Espanyol de Lisboa es desferma la guerra entre dos bàndols irreconciliables: els "fatxendes", que proposen un viatge cultural a París, i els "vividors", que prefereixen el sol i platja de Benidorm. Enmig de la contesa destaca la normalitat de Jaime, un noi que no és ni maco ni lleig, que mai es fica en embolics i la vida dels quals discorre tranquil·la fins que ha de decidir al fet que bàndol s'uneix, perquè París és la decisió de Marta, la "tia bona" l'atenció de la qual intenta atreure desesperadament, i Benidorm la d'un grup de nois vitalistes que li ofereixen a Jaime una quantitat de llibertat que ell mai havia somiat.

## Repartiment
- Jordi Vilches... Jaime
- Álvaro Monje 	 ... 	Kaos
- Andreu Castro... 	Héctor
- Yohana Cobo ... 	Noa
- Pau Roca... 	Borja
- Aida Folch... 	Marta
- Marco Paiva... 	XL
- Catarina Wallenstein... Isabelle

## Nominacions i crítiques
Als Premis Godoy 2005 Jordi Vilches fou nominat al pitjor actor pel seu paper.
| «                             | "Amb les idees fixes en l'esbogerrada comèdia juvenil de Hollywood. Fin de curso fa una volta més (o dues) a la rosca i la maquinària de la pel·lícula explota. Si el més divertit que se'ls ocorre és muntar un duel de vomitades és que falta imaginació" | » |
| — Javier Ocaña: Diari El País | |   |